# 水上反应
水上反应是一组以乳浊液形式在水中发生的有机反应，与有机溶剂中的相同反应或与相应的固相反应相比，反应速率表现出不寻常的加快。这种效应已为人所知多年，但在2005年，巴里·夏普莱斯小组的研究人员才对这一现象进行了系统研究。 
在某些克莱森重排反应中发现了速率加速。在室温下该反应的一个典型例子中，发现120小时后水上的化学产率为100%，而甲苯中相同反应的化学产率为16%，纯反应的化学产率为73%。
在环加成反应中也发现了反应性的增强。四环庚烷与DEAD的反应是2σ+2σ+2π环加成反应，在室温下在水上反应10分钟，产率为82％。甲苯中的相同反应在80℃下进行24小时，产率为70％。氟化环己烷中的乳液反应需要36小时，而纯反应需要更长时间（48小时）。 
与非极性反应物的其他反应，如烯反应和狄尔斯–阿尔德反应也表现出速率加速。无法解释这种现象，但它涉及氢键和少量溶解的溶质的存在。这种反应类型对于绿色化学是有意义的，因为它大大减少了有机溶剂的使用，反应产物的分离相对容易，而且增加了产率和化学纯度，几乎没有额外的支出。

## 例子
在一项研究中，吲哚和醌之间的偶联反应在室温下在水中进行，没有催化剂，即使反应物和产物不溶于该介质，也有82％的化学产率。该反应在50℃下的均相体系如二氯甲烷、甲苯和乙腈或甚至无溶剂反应或水反应中效率要低很多。
在以下类型的环加成反应中也研究过水上效应： 
在该反应中，甲基2-辛炔酸与三苯基膦反应成中间体——一种两性的烯醇酸盐，1,3-偶极2-苯基硝酮的亲极性物。然后，一级区域选择性 [3+2] 偶极环加成产物随膦的再生重排成α-二氢异恶唑。尽管反应物不溶于加入氯化锂的水中，但该反应仅在该介质中进行。在有机溶剂如甲苯或二氯甲烷中不发生反应。

## 在水存在下反应
日本东北大学教授林雄二郎（Yujiro Hayashi）提出了一种范围更广的替代分类，他将某些有机催化的羟醛缩合反应描述为在水存在下发生的。在这些反应中观察到的效果不是速率加速（即水上反应 ），而是在对映选择性方面增加。
在有机催化的背景下，唐娜·布拉克蒙德在2007年批评水下反应和水中存在反应的概念，认为它们不太环保。根据布拉克蒙德的观点，反应产物与水相的分离通常需要有机溶剂，并且在报道的含水体系中，水相实际上不到总反应混合物的10％，而另一种组分形成实际溶剂。布拉克蒙德还指出，在报告的情况下，在水存在下观察到的速率加速实际上是由于水抑制反应失活。